# Selenia infravenosa
Selenia infravenosa là một loài bướm đêm trong họ Geometridae.